# Meridià 25 a l'oest
El meridià 25 a l'oest de Greenwich és una línia de longitud que s'estén des del pol Nord travessant l'oceà Àrtic, Groenlàndia, l'oceà Atlàntic, l'oceà Antàrtic, i l'Antàrtida fins al pol Sud.
El meridià 25 a l'oest forma un cercle màxim amb el meridià 155 a l'est. Com tots els altres meridians, la seva longitud correspon a una semicircumferència terrestre, uns 20.003,932 km. Al nivell de l'Equador, és a una distància del meridià de Greenwich de 2.783 km.
A l'Antàrtida, el meridià defineix el límit oriental del territori reclamat per l'Argentina, i passa pel territori reclamat pel Regne Unit: les dues reclamacions se superposen.

## De Pol a Pol
Començant en el pol Nord i dirigint-se cap al pol Sud, aquest meridià travessa:
| Coordenades                             | País, territori o mar            | Notes |
| --------------------------------------- | -------------------------------- | --- |
| 90° 0′ N, 25° 0′ O / 90.000°N,25.000°O  | Oceà Àrtic                       | |
| 83° 9′ N, 25° 0′ O / 83.150°N,25.000°O  | Groenlàndia                      | Terra de Peary |
| 82° 10′ N, 25° 0′ O / 82.167°N,25.000°O | Fiord Independence (Groenlàndia) | |
| 82° 0′ N, 25° 0′ O / 82.000°N,25.000°O  | Groenlàndia                      | |
| 81° 43′ N, 25° 0′ O / 81.717°N,25.000°O | Fiord Hagen                      | |
| 81° 35′ N, 25° 0′ O / 81.583°N,25.000°O | Groenlàndia                      | Continent, illa Ymer, illa Ella i novament el continent (passa a través dels Alps Stauning a 72° 0′ N, 25° 0′ O / 72.000°N,25.000°O) |
| 71° 17′ N, 25° 0′ O / 71.283°N,25.000°O | Scoresby Sund                    | |
| 70° 21′ N, 25° 0′ O / 70.350°N,25.000°O | Groenlàndia                      | |
| 69° 9′ N, 25° 0′ O / 69.150°N,25.000°O  | Oceà Atlàntic                    | Passa a l'est de l'illa de São Miguel, Açores, Portugal (a 37° 51′ N, 25° 8′ O / 37.850°N,25.133°O) · Pass a l'oest dels illots das Formigas, Açores, Portugal (a 36° 16′ N, 24° 47′ O / 36.267°N,24.783°O) · Passa a l'est de l'illa de Santa Maria, Açores, Portugal (a 36° 56′ N, 25° 1′ O / 36.933°N,25.017°O) |
| 17° 7′ N, 25° 0′ O / 17.117°N,25.000°O  | Cap Verd                         | Illes de Santo Antão i São Vicente |
| 16° 46′ N, 25° 0′ O / 16.767°N,25.000°O | Oceà Atlàntic                    | |
| 60° 0′ S, 25° 0′ O / 60.000°S,25.000°O  | Oceà Antàrtic                    | |
| 75° 17′ S, 25° 0′ O / 75.283°S,25.000°O | Antàrtida                        | Defineix el límit oriental de l'Antàrtida Argentina, reclamat per Argentina · Passa a través del Territori Antàrtic Britànic, reclamat per Regne Unit |